# Guinn Williams (Schauspieler)
Guinn „Big Boy“ Williams (* 26. April 1899 in Decatur, Texas als Guinn Terrell Williams Jr.; † 6. Juni 1962 in Hollywood, Kalifornien) war ein US-amerikanischer Schauspieler.

## Leben und Karriere
Guinn Williams wurde als Sohn von Guinn Williams, einem Farmer und Politiker, in Texas geboren. Schon früh arbeitete Guinn Williams auf den Höfen seines Vaters und spielte professionell Baseball. Diese Tätigkeiten sorgten bei Williams für eine muskulöse Gestalt, zusätzlich zu seiner Größe von 1,88 Metern, sodass er im Filmgeschäft den Spitznamen „Big Boy“ erhielt, mit dem er in späteren Jahren auch häufig in den Filmcredits erwähnt wurde. Sein guter Freund, der Komiker Will Rogers, mit dem er zusammen etwa 15 Filme drehte, gab Williams in dessen frühen Filmjahren diesen Spitznamen.
Während des Ersten Weltkriegs diente Williams in der Armee. Sein Vater versuchte Williams auf die Militärakademie United States Military Academy in West Point zu schicken, doch dieser wollte Schauspieler werden. Williams gab sein Filmdebüt im Jahre 1919, noch während der Stummfilmzeit.  Mit seiner rauen Gestalt sowie Erfahrungen als Reiter und Farmer wurde der Western schnell die filmische Heimat von Williams. In den 1920er- und 1930er-Jahren erhielt er eine Reihe von Hauptrollen in kleineren und billigen Western, während er in den größeren Filmen Nebenrollen an der Seite von Westernstars wie Tom Mix oder John Wayne bekleidete. Er schrieb gelegentlich auch selbst am Drehbuch seiner Filme mit.
Der Übergang vom Stummfilm in den Tonfilm Ende der 1920er-Jahre gelang ihm ohne Probleme und er übernahm auch Rollen außerhalb des Westerngenres, etwa im Drama Ein Stern geht auf sowie dem Liebesfilm Reich wirst du nie. Als Sidekick von Errol Flynn wurde Williams in gleich mehreren Western besetzt: Herr des wilden Westens aus dem Jahre 1939 sowie Land der Gottlosen und Goldschmuggel nach Virginia ein Jahr später. Meistens wurde er dabei in der Rolle des etwas rauen und unbeholfenen, aber gutherzigen Durchschnittskerles eingesetzt. In den 1940er- und 1950er-Jahren erhielt er zumeist nur noch Nebenrollen in B-Western, nebenbei trat er regelmäßig im Fernsehen auf. In der Fernsehserie Corky und der Zirkus spielte Williams über 35 Folgen die Rolle des Pete. Sein letzter von über 200 Filmen war Die Comancheros aus dem Jahr 1961.
Williams war dreimal verheiratet, zunächst mit der Schauspielerin Barbara Weeks (1913–2003) sowie später mit Kathleen Collins. 1943 heiratete er die Schauspielerin Dorothy Peterson (1897–1979), mit der er bis zu seinem Tod verheiratet blieb. Er starb im Alter von 63 Jahren an akutem Nierenversagen.

## Filmografie (Auswahl)
- 1919: Almost a Husband
- 1922: Across the Border
- 1924: The Avenger
- 1927: Slide, Kelly, Slide
- 1927: Die 11-fache Witwe (The College Widow)
- 1928: Lockruf des Goldes (Burning Daylight)
- 1928: Beggars of Life
- 1928: Die Arche Noah (Noah’s Ark)
- 1929: Das siebte Gebot (Lucky Star)
- 1930: Unser täglich Brot (City Girl)
- 1930: The Bad Man
- 1930: Liliom
- 1932: Badenix (You Said a Mouthful)
- 1933: The Phantom Broadcast
- 1933: Laughing at Life
- 1933: Mädchenraub in Wildwest (Man of the Forest)
- 1934: Dickschädel (Here Comes the Navy)
- 1934: Liebeskadetten (Flirtation Walk)
- 1935: Oberarzt Dr. Monet (Private Worlds)
- 1935: Der gläserne Schlüssel (The Glass Key)
- 1935: Der kleinste Rebell (The Littlest Rebel)
- 1936: Zorro, der blutrote Adler (The Vigilantes Are Coming)
- 1937: Gehetzt (You Only Live Once)
- 1937: Ein Stern geht auf (A Star Is Born)
- 1937: Girls Can Play
- 1937: Die große Stadt (Big City)
- 1938: Du und ich (You and Me)
- 1938: Der gejagte Professor (Professor Beware)
- 1938: Army Girl
- 1939: Herr des wilden Westens (Dodge City)
- 1939: 6,000 Enemies
- 1939: In den Klauen des Erpressers (Blackmail)
- 1940: Goldschmuggel nach Virginia (Virginia City)
- 1940: Land der Gottlosen (Santa Fe Trail)
- 1941: Der letzte Bandit (Billy the Kid)
- 1941: Reich wirst du nie (You’ll Never Get Rich)
- 1941: In den Sümpfen (Swamp Water)
- 1941: Hoppity kommt zurück (Mr. Bug Goes to Town, Erzählerstimme)
- 1942: Silver Queen
- 1942: Der König von Texas (American Empire)
- 1943: Desperados – Aufruhr der Gesetzlosen (The Desperadoes)
- 1944: Nevada
- 1944: Belle of the Yukon
- 1945: The Man Who Walked Alone
- 1948: Gangster der Prärie (Station West)
- 1949: Die Goldräuber von Tombstone (Bad Men of Tombstone)
- 1949: Mit Pech und Schwefel (Brimstone)
- 1950: Herr der rauhen Berge (Rocky Mountain)
- 1951: Mann im Sattel (Man in the Saddle)
- 1952: Gegenspionage (Springfield Rifle)
- 1952: Goldraub in Texas (Hangman’s Knot)
- 1954: Karawane westwärts (Southwest Passage)
- 1955–1956: Flicka (My Friend Flicka, Fernsehserie, 3 Folgen)
- 1956: Galgenfrist (Hidden Guns)
- 1956: Der Mann von Del Rio (Man from Del Rio)
- 1956–1957: Corky und der Zirkus (Circus Boy, Fernsehserie, 35 Folgen)
- 1957: Rauchende Colts (Gunsmoke, Fernsehserie, Folge 2x22)
- 1957: Flucht vor dem Galgen (The Hired Gun)
- 1957: Cheyenne (Fernsehserie, Folge 3x02)
- 1958: Sugarfoot (Fernsehserie, Folge 1x10)
- 1960: Das Erbe des Blutes (Home from the Hill)
- 1960: Die gefährlichen Fünf (Five Bold Women)
- 1960: Alamo (The Alamo)
- 1961: Die Comancheros (The Comancheros)
- 1962: Buttons and Her Beaus (Fernsehfilm)